# Caloplaca personata
Caloplaca personata är en lavart som först beskrevs av Johan Hulting, och fick sitt nu gällande namn av comb. ined. Caloplaca personata ingår i släktet orangelavar, och familjen Teloschistaceae. Arten är reproducerande i Sverige.